# Rotes Hospital

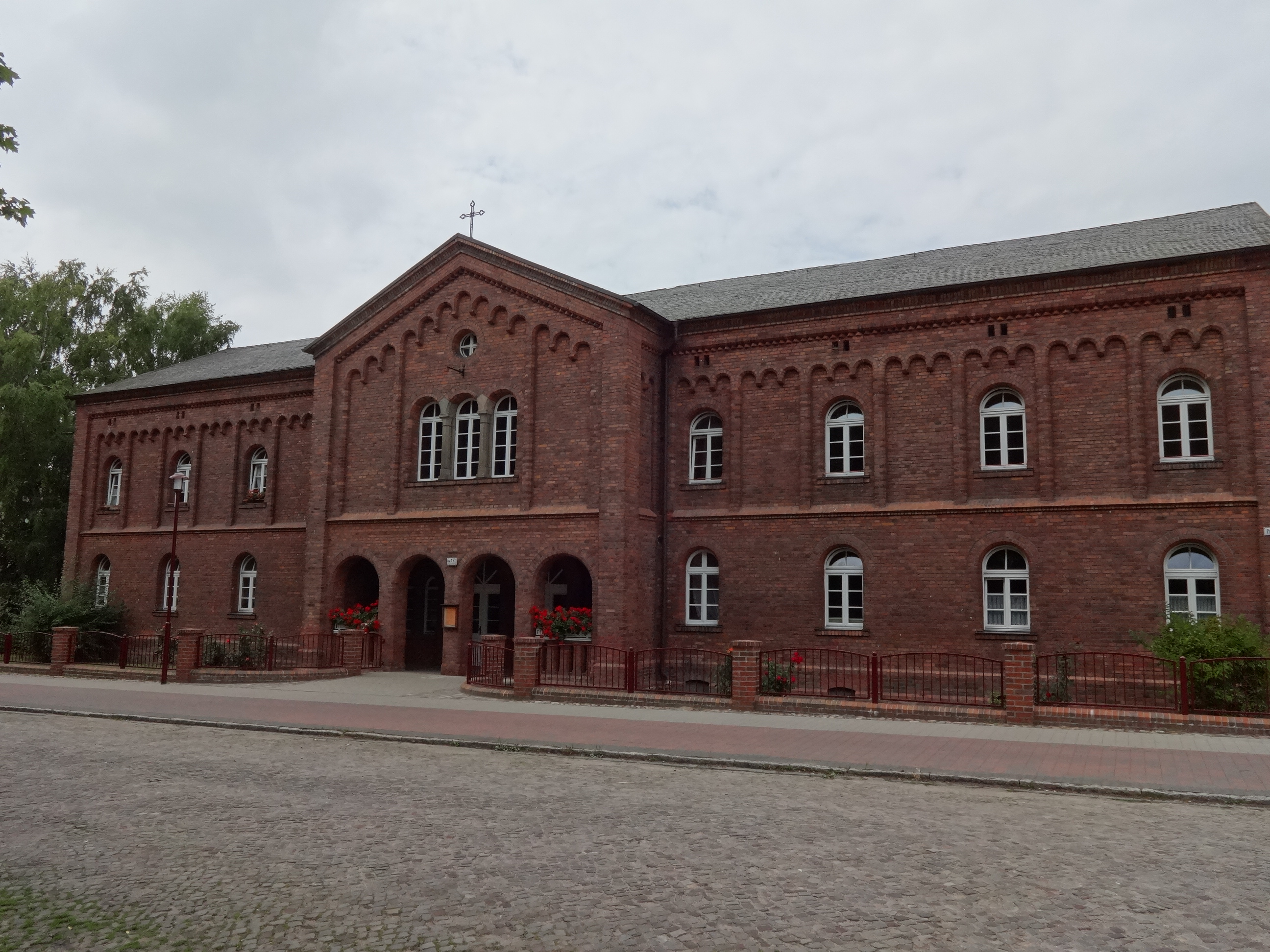
Rotes Hospital in Pasewalk

Das Rote Hospital ist ein denkmalgeschütztes Gebäude in Pasewalk, einer Stadt im Landkreis Vorpommern-Greifswald in Mecklenburg-Vorpommern.

## Geschichte
1806 existierten in Pasewalk zwei selbständige Hospitäler, St. Georg und St. Spiritus. Sie vereinigten sich 1812 zu einer gemeinsamen Stiftung. Mitte des 19. Jahrhunderts erwarb sie vor dem Prenzlauer Tor ein Grundstück, um dort einen Erweiterungsbau zu errichten.
Der zweigeschossige Bau entstand 1851 aus rotem Ziegelstein, der ihm auch den Namen gab. Neben einer Küche richtete man dort 16 Wohnungen mit Schlafräumen ein. Anfang des 21. Jahrhunderts sanierte die Stiftung das Gebäude. Dabei legte man einige Räume zusammen, so dass 12 Wohneinheiten zum Betreuten Wohnen entstanden. Zusätzlich setzt man die Fassade und das Dach instand.

## Architektur
Das Gebäude wurde im Stil der Neoromanik errichtet. Die symmetrisch aufgebaute Gebäudefront verfügt im Erdgeschoss über schlichte, ebenfalls in rotem Ziegelstein eingefasste Rundbogenfenster. Diese werden im darüber liegenden, durch ein Gesims optisch abgetrenntes Obergeschoss aufgenommen. Dort sind die Rundbogenfenster mit dreifach gekuppelten Ziegelsteinen verziert.